# Eduard Toldrà

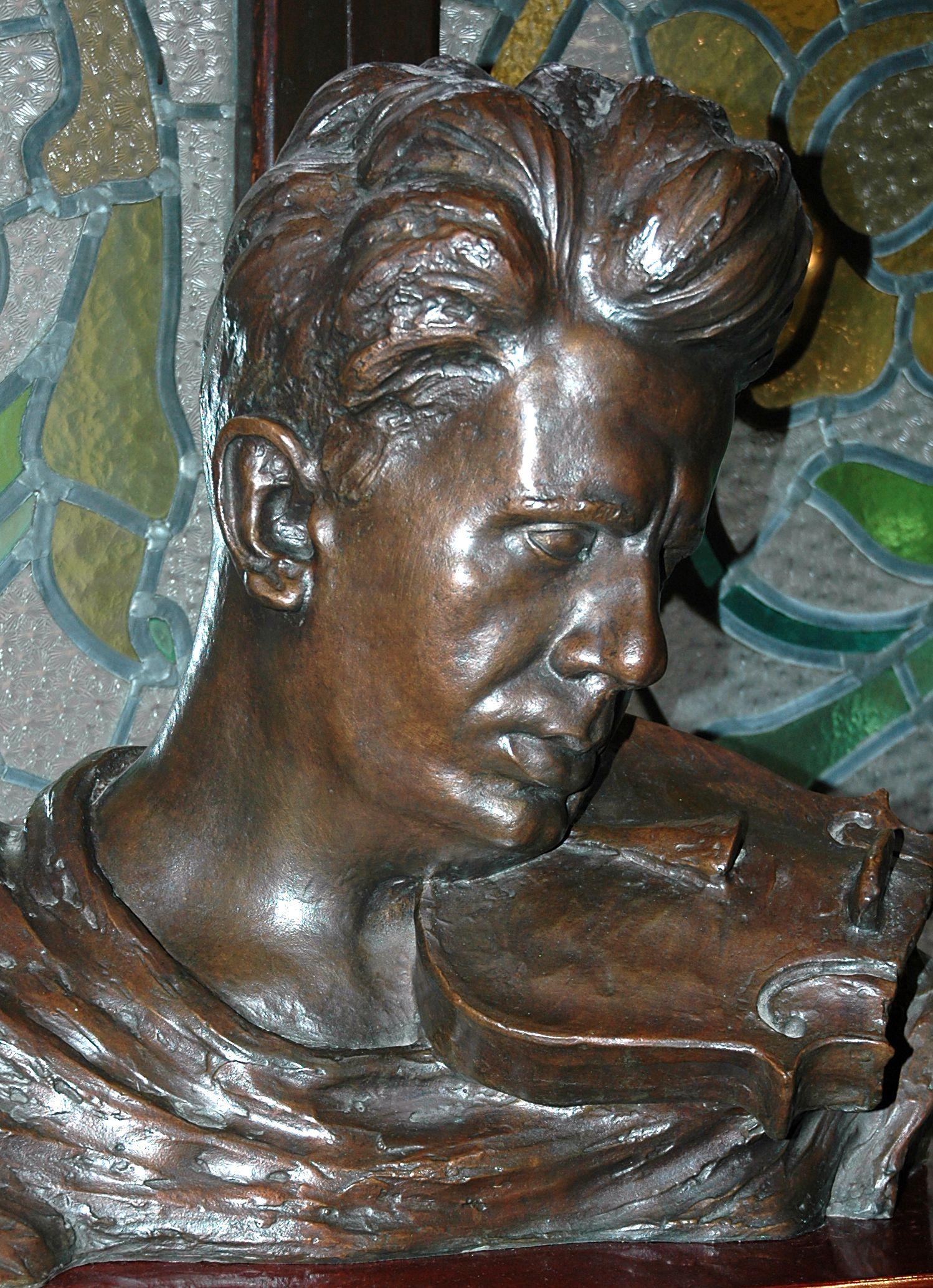
Escultura de Eduard Toldrà en el Palacio de la Música Catalana.

Eduardo Toldrá Soler (Villanueva y Geltrú 7 de abril de 1895-Barcelona 31 de mayo de 1962) fue un músico y compositor español, considerado una de las figuras más importantes de la música catalana de mediados del siglo XX, especialmente por su importantísima labor como director de la Orquesta Municipal de Barcelona.
El fondo personal de Eduard Toldrà se conserva en la Biblioteca de Cataluña.

## Biografía
Su padre, Francesc Toldrà Carbonell, músico también, lo introdujo desde muy joven en el mundo de la música: a los siete años debuta acompañado al violín por su padre. A los diez años toda la familia se trasladó a Barcelona y Eduard Toldrà comenzó sus estudios musicales, primero en el Conservatorio Superior de Música del Liceo y después en la escuela municipal de música de Barcelona, donde estudió solfeo con el maestro Lluís Millet, violín con Rafael Gálvez y armonía con Antoni Nicolau. En este período actuó en conciertos con la orquesta del Palacio de Bellas Artes de Barcelona, suplencias en el Teatre Còmic, y otras actividades diversas. En 1912 ganó el premio extraordinario de violín de la escuela municipal de música con el Concierto para violín n.º 2 de Max Bruch.
De 1911 a 1921, Eduard Toldrà consagró muchos esfuerzos al Quartet Renaixement, una reputada formación de música de cámara, formada por los músicos Lluís Sánchez, Antoni Planàs, Josep Recasens y él mismo, hasta ofrecer un total de 209 conciertos. Además, en la misma época, componía música, daba clases y realizaba actuaciones en solitario.
Ingresó como profesor auxiliar de violín en la escuela municipal de música en 1923 (y continuó cuando se convirtió en Conservatorio Superior, durante toda su vida). En 1924 fundó la Orquesta de Estudios Sinfónicos (1924-1934), formada por instrumentistas no profesionales. Pau Casals le invitó a dirigir su orquesta en diversas ocasiones, primero en el estreno de las obras de Toldrà (Suite en Mi en 1921, Empúries, en 1926, la versión sinfónica de La maldición del Conde Arnau en 1930) y en 1932 en el estreno de La vida breve de Manuel de Falla, con la presencia del autor. 
Destacó como compositor noucentista, especialmente con su ópera El giravolt de maig, que en 1928 estrenó en el Palacio de la Música Catalana con libreto del poeta Josep Carner, decorados de Xavier Nogués, y con los cantantes Mercè Plantada, Concepció Callao, Emili Vendrell, Conrad Giralt, Joan Barrabés, Valentí Capdevila y Francesc Torra. En toda su carrera no dejó jamás de componer: compuso una treintena de sardanas, pero el género que más cultivó fue la canción, con letras de destacados poetas como Josep Carner, Joan Maragall, Trinitat Catasús, Josep Mª de Sagarra, Tomàs Gracés, Clementina Arderiu, Joan Salvat-Papasseit, Ignasi Iglesias, Pablo de Jérica, Lope de Vega, Francisco de Quevedo, Manuel Bertran, A.Noriega Varela o Mn Pere Ribot.  Compuso 71, siempre partiendo de la fuerza poética del texto para crear la música. En 1936 obtuvo el premio Isaac Albéniz, instituido por la Generalidad de Cataluña, por La rosa als llavis (letra de Joan Salvat-Papasseit), que dedicó a la soprano Conchita Badía.
Durante la década de 1920 y de 1930, colaboró con la Cobla Barcelona y la dirigió en varias ocasiones. La Cobla Barcelona, que coincidió en las últimas décadas del Noucentisme, estrenó algunas de las sardanas más emblemáticas de su catálogo: Cantallops, Coll forcat, Capvespre, Salou, Camperola, Tamariu, La fageda d'en Jordà, Cantallops, Faluga, El bac de les ginesteres o Atzavares i balares, una sardana que Toldrà compuso en 1929 y que dedicó a la formación: "A la admirable Cobla Barcelona, con el mejor cariño". El 1 de enero de 1927, la Cobla Barcelona, junto con la Cobla Antigua Pep de Figueras, y la Cobla Els Rossinyols de Castellón de Ampurias, estrenó la impresión sinfónica titulada La maledicció del comte Arnau bajo la batuta de Eduard Toldrà en el Palacio de la Música Catalana.
En 1941 se le ofreció la dirección de la Orquesta Nacional de España, puesto que aceptó en 1942 después de haber rehusado en un primer momento. Desde entonces, se estableció una estrecha relación  con esta formación, con la que incluso actuó en el extranjero. El Ayuntamiento de Barcelona le encargó organizar y dirigir una gran orquesta, que revitalizase la vida musical de la ciudad, y el resultado fue la Orquesta Municipal de Barcelona, de la que fue nombrado primer director titular y que fue presentada al público el 31 de marzo de 1944.
A lo largo de su vida dirigió distintas orquestas, entre las que cabe destacar la Orquesta Lamoureux de París, la Orquesta Municipal de Bilbao, la Orquesta Filarmónica de Madrid y la Orquesta de Cámara de Madrid, así como otras de Alemania, Italia y Portugal.
Ganó el Grand Prix du Disque de la Académie Charles Cross.

## Obras más destacadas

### Teatro
- 1924 Cuatro ilustraciones musicales para el drama de Lluís Masriera: Un idil·li prop del cel o, pel juny, carabasses
- 1928 El giravolt de maig, ópera cómica en un acto con libreto de Josep Carner
- 1951 Oh, Tossa!, himno para el espectáculo teatral de Pere Quart Quasi un paradís

#### Música de cámara
- 1914 Cuarteto en Do menor, para cuarteto de cuerda
- 1920 Vistes al mar, para cuarteto de cuerda, posteriormente adaptado para orquesta de cámara.
- 1921 Seis sonetos, para violín y piano. Uno de ellos, Ave María, adaptado también para orquesta.
- 1931 Les danses de Vilanova, para cuarteto de cuerda, piano y contrbajo.

### Música sinfónica
- 1919 Suite en Mi Mayor
- 1926 Empúries (Invocació a l'Empordà), sardana para orquesta.
- 1930 La maledicció del Comte Arnau (La maldición del conde Arnau).
- 1934 La filla del marxant (La hija del marchante).